# Incendie de la rue du Roi-Doré
L'incendie de la rue du Roi-Doré a eu lieu à Paris, au 4 rue du Roi-Doré, dans la nuit du 29 au 30 août 2005 et a fait sept morts, dont quatre enfants. Il est le troisième de la série d'incendies de 2005 à Paris, après l'incendie du boulevard Vincent-Auriol quatre jours plus tôt et l'incendie de l'hôtel Paris-Opéra en avril. Cette série, touchant des immeubles où vivent le plus souvent des immigrés pauvres, a fait cinquante-deux victimes.

## Situation de l'immeuble

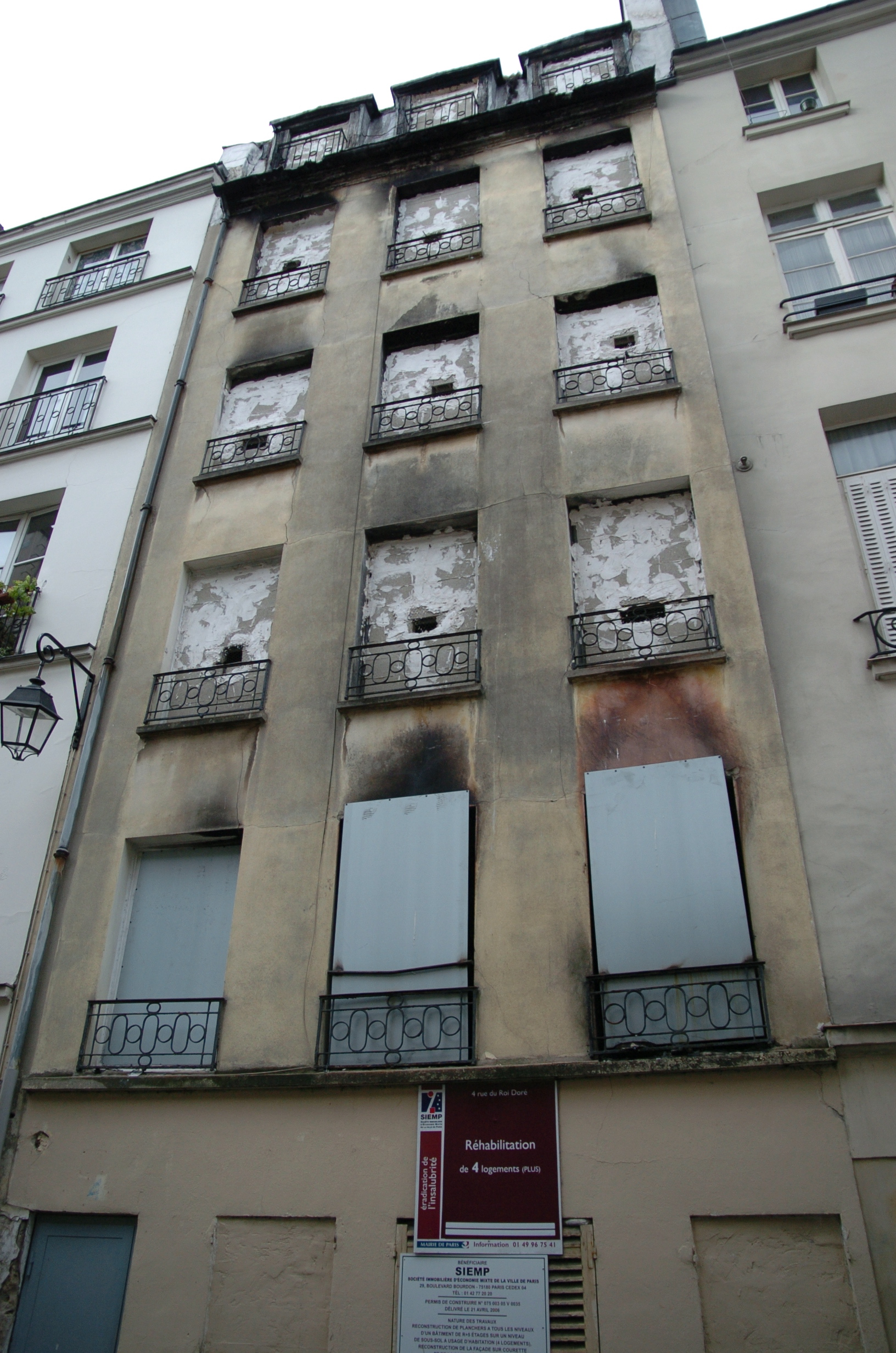
L'immeuble où s'est déroulé l'incendie de la rue du Roi-Doré à Paris, photographié le 29 août 2006, un an jour pour jour après le drame.

L'incendie a lieu dans le 3e arrondissement de Paris, dans le quartier du Marais, dans la nuit du 29 au 30 août 2005, quatre jours après l'incendie du boulevard Vincent-Auriol. Initialement annoncé comme se déroulant au 8 rue du roi doré,, c'est au 4 de la même rue qu'il s'est déroulé,. Il s'agit d'un immeuble « vétuste » de cinq étages. Laissé à l'abandon depuis le début des années 1990, il est squatté par plusieurs familles, en majorité ivoiriennes, depuis fin 1999. Une fois installées là, ces familles ont demandé et reçu l'aide de l'association Droit au logement (DAL) à partir de février 2000. Le système électrique de l'immeuble est hors d'usage. L'eau est coupée et, malgré l'intervention des services de la mairie d'arrondissement, où le dossier est notamment suivi par Yves Contassot, ce service ne sera pas rétabli ; les habitants vont donc se fournir en eau à un robinet situé rue de Turenne.
À partir de 2001, sous la première mandature de Bertrand Delanoë, la mairie tente d'acheter l'immeuble au titre de la loi Vivien car l'immeuble présente un état « [d']abandon manifeste. » La procédure est compliquée car il est difficile de retrouver le propriétaire qui n'habite pas Paris ; par ailleurs il y a un problème d'indivision sur l'immeuble. Il s'avère que le propriétaire est au courant de l'existence du squat, mais n'a pas lancé de procédure d'expulsion des squatteurs, ni fait les travaux que lui impose la préfecture. Il laisse trainer les choses puis propose un prix de vente que la mairie juge exagérément élevé. Au bout de trois ans de tractations, l'immeuble est racheté par la mairie de Paris en 2004, au prix fixé par les Domaines,. Il devient propriété de la Société immobilière d'économie mixte de la Ville de Paris (SIEMP) . 
La mairie signale l'immeuble à la préfecture de Paris dès 2001 car seule cette dernière peut évaluer l'insalubrité d'un immeuble et, éventuellement, le faire évacuer. L'immeuble fait l'objet d'un arrêté « d'insalubrité irrémédiable » en juillet 2002. Quelques travaux urgents sont réalisés, mais l'état du bâtiment est tellement mauvais qu'il faut prévoir un relogement de ses habitants avant d'effectuer les gros travaux nécessaires. Un diagnostic révèle la présence de plomb dans les peintures, ce qui occasionne notamment des travaux en 2004. Avant l'incendie, l'immeuble fait partie de la « liste des 423 pires immeubles insalubres » de Paris, selon le président de la SIEMP. 
Vingt-deux familles habitent l'immeuble en 2004. Plusieurs d'entre elles vont pouvoir être relogées par la mairie de Paris car elles sont en situation régulière vis-à-vis des services de l'immigration, mais il est impossible d'attribuer des logements sociaux à celles qui sont en situation irrégulière. Le maire du 3e arrondissement entre en relation avec le préfet de police afin d'obtenir la régularisation de ces familles, des habitants de l'immeuble ayant un travail et des fiches de paye. À cause des délais légaux et de la trêve hivernale, les familles, qui devaient de toute manière être relogées par la ville de Paris, n'auraient été expulsables qu'en avril 2006. Le gros des travaux de réhabilitation devait avoir lieu à l'été 2006, la mairie souhaitant réaliser des logements sociaux à cet endroit.

## Déroulement de l'incendie
Au moment de l'incendie, environ une quarantaine de personnes se trouvent dans l'immeuble, dont une quinzaine d'enfants. Les flammes se déclarent dans la cage d'escalier vers 22 h. Les pompiers sont sur place six minutes après avoir été appelés. Ils ne peuvent  maîtriser l'incendie que vers 1 h 30 du matin. Le feu détruit en particulier la zone située entre le premier et le quatrième étage. Le premier bilan est de sept morts dont un enfant de six ans défenestré depuis le quatrième étage par sa mère qui essayait ainsi de le sauver. Le maire de Paris, Bertrand Delanoë, se rend sur place pendant l'incendie et organise le relogement d'urgence des rescapés. Le président Jacques Chirac exprime sa « profonde compassion » aux familles des victimes et demande aux enquêteurs de faire en sorte de déterminer rapidement les causes de ce sinistre. L'ambassadeur de Côte d'Ivoire se rend sur les lieux et fait part de son « écœurement ».

## Réactions politiques
Le maire de l'arrondissement, Pierre Aidenbaum, déclare que les familles seront relogées en urgence. Celles qui sont en situation régulière auront des logements définitifs, celles en situation irrégulière auront des logements provisoires.
Après le drame, Bertrand Delanoë, qui s'est déplacé sur les lieux, fait une déclaration où il souligne le problème d'immeubles insalubres auquel est confronté Paris. Il précise que la ville a besoin de l'aide de certains départements proches qui accueillent peu de logements sociaux. Mais dans l'opposition municipale, les élus Claude Goasguen et Philippe Goujon demandent l'ouverture d'une enquête administrative car ils ne comprennent pas pourquoi l'immeuble n'a pas été mis aux normes. Ils affirment aussi que l'un des problèmes de la ville est qu'elle refuse de construire de nouveaux logements sociaux.
Ce troisième incendie en quatre mois met de nouveau en évidence le problème du logement des immigrés et des logements sociaux à Paris.

## Suites judiciaires
Dans un premier temps, l'enquête montre que des problèmes électriques seraient la cause de cet incendie. Un an après l'incendie, les scellés étaient toujours en place et deux hypothèses étaient relayées : un court-circuit dans le compteur électrique ou du fioul présent au 2e étage qui se serait embrasé. Mais les enquêteurs n'arriveront jamais à définir si cet incendie est véritablement accidentel ou criminel. Un non-lieu sera rendu.

## Devenir du bâtiment
En 2013, le site 20 minutes note que la façade de l'immeuble a été rénovée mais il n'y a aucune stèle ou plaque commémorative qui rappelle le drame sur le bâtiment ou alentour.